# Marder III

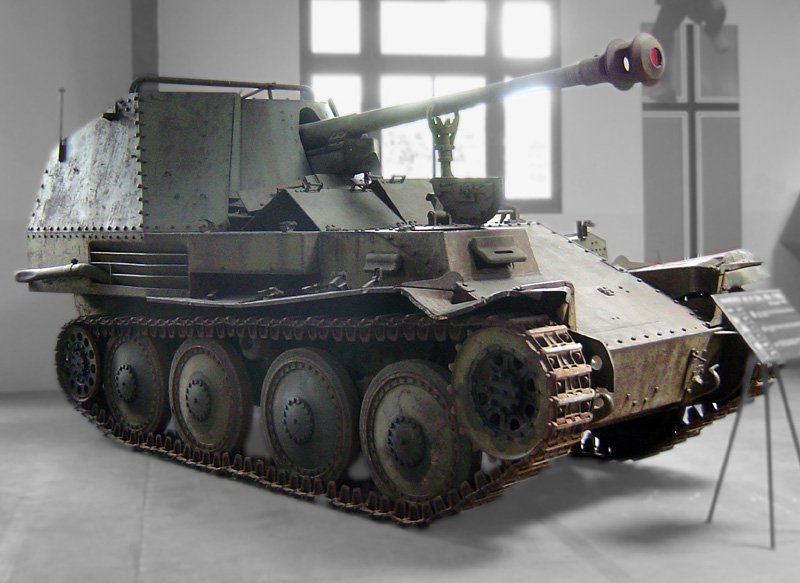
Marder III Ausf. M (Sd.Kfz. 138) pro 3 členy osádky

Německý stíhač tanků Marder III byl vyvinut na podvozku tanku československé konstrukce LT-38 (resp. PzKpfw 38(t)). Počátkem roku 1942 vznikl ve firmě Alkett první prototyp tohoto stroje. Obrněnce však vyráběla pražská firma BMM (ČKD Praha). Hlavní zbraní stíhače tanků byly ukořistěné sovětské kanóny F-22, tato děla Němci přejmenovali na PaK 36(r). Na podvozku tanku PzKpfw 38(t) byla instalována nástavba, jejíž konstrukce však nebyla pro praktické bojové použití ideální. Střelec a nabíječ tohoto obrněnce byli špatně kryti před nepřátelskou palbou, chyběla střecha, takže při dešti musela být přes nástavbu přetažena nepromokavá plachta.
Prvním typem stíhače byl stroj pod označením Panzerjäger 38 (t) für 7,62 cm PaK 36(r), kódové označení znělo SdKfz 139. Od dubna do června 1942 bylo vyrobeno 194 kusů.
Marder III byl poté modernizován, dostal silnější motor o výkonu 160 hp, bylo zlepšeno jeho pancéřování. Sovětské kořistní kanóny došly, takže byly nahrazeny německými děly PaK 40/3 ráže 75 mm. Tento typ byl pojmenován jako 7,5 cm PaK 40/3 auf Panzerkampfwagen 38 (t), kódové označení bylo SdKfz 138. Celkem bylo do května 1943 vyrobeno 275 kusů.
Dalším vývojovým typem byl Panzerjäger 38 (t) mit 7,5 cm PaK 40/3 Ausf. M. U tohoto stroje bylo upraveno pancéřování, korba i uložení motoru. Kvůli nové konstrukci došlo k snížení osádky na 3 osoby. Nástavba s kanónem byla přesunuta do zadní části vozu, podobně jako u SU-76, přičemž vznikly lepší pracovní podmínky pro posádku. Do června 1944 bylo vyrobeno 942 kusů.

## Bojové nasazení
Stíhače tanků Marder III byly používány především na východní frontě, kde se Němci snažili snížit početní převahu tanků a samohybných děl Rudé armády. 18 kusů bylo dodáno i armádě samostatného Slovenského státu, bojovaly ve Slovenském národním povstání. Po druhé světové válce byly zařazeny do výzbroje Československé armády pod názvem ST-II.